# St. Joseph (Aedermannsdorf)

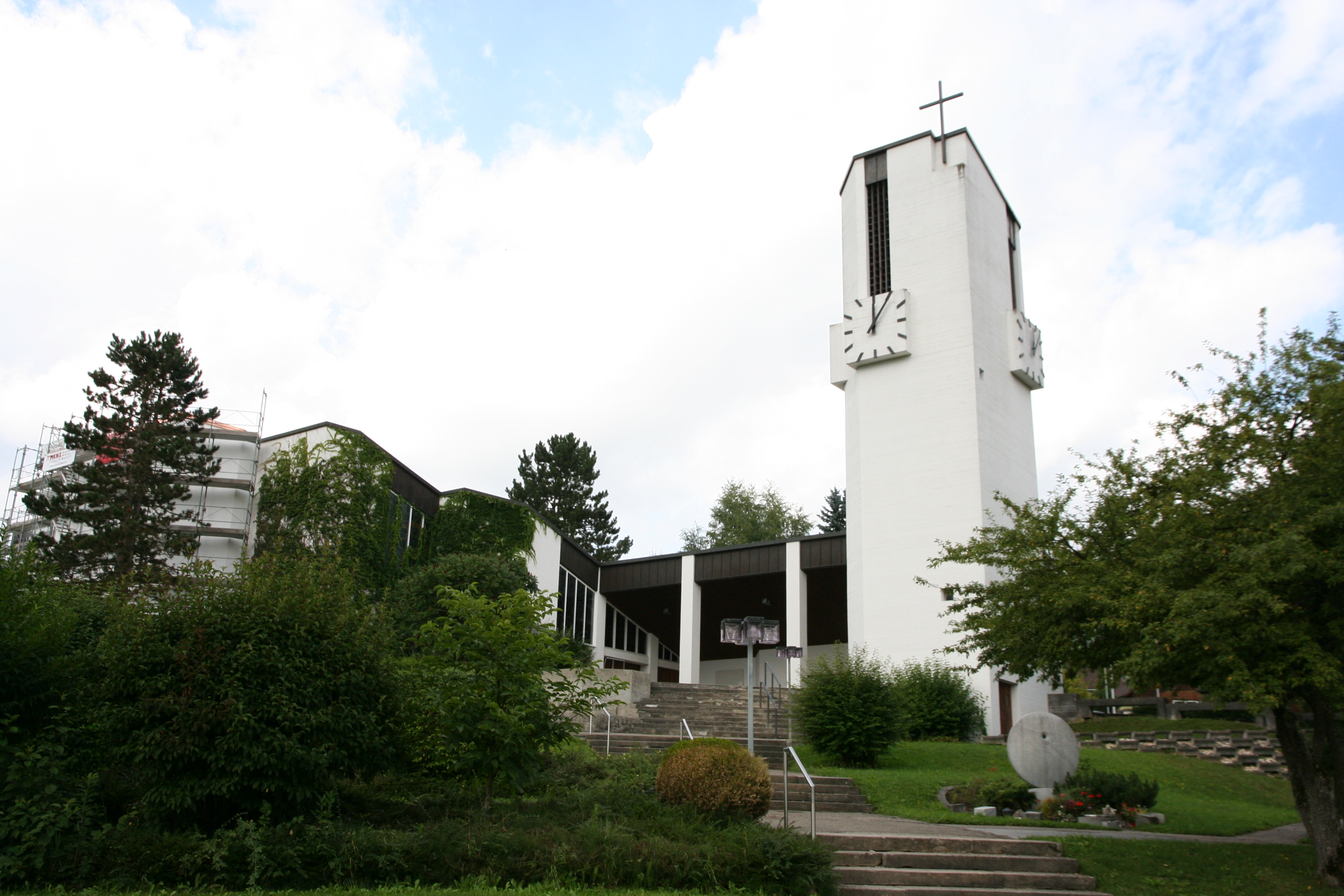
Kirche St. Joseph Aedermannsdorf

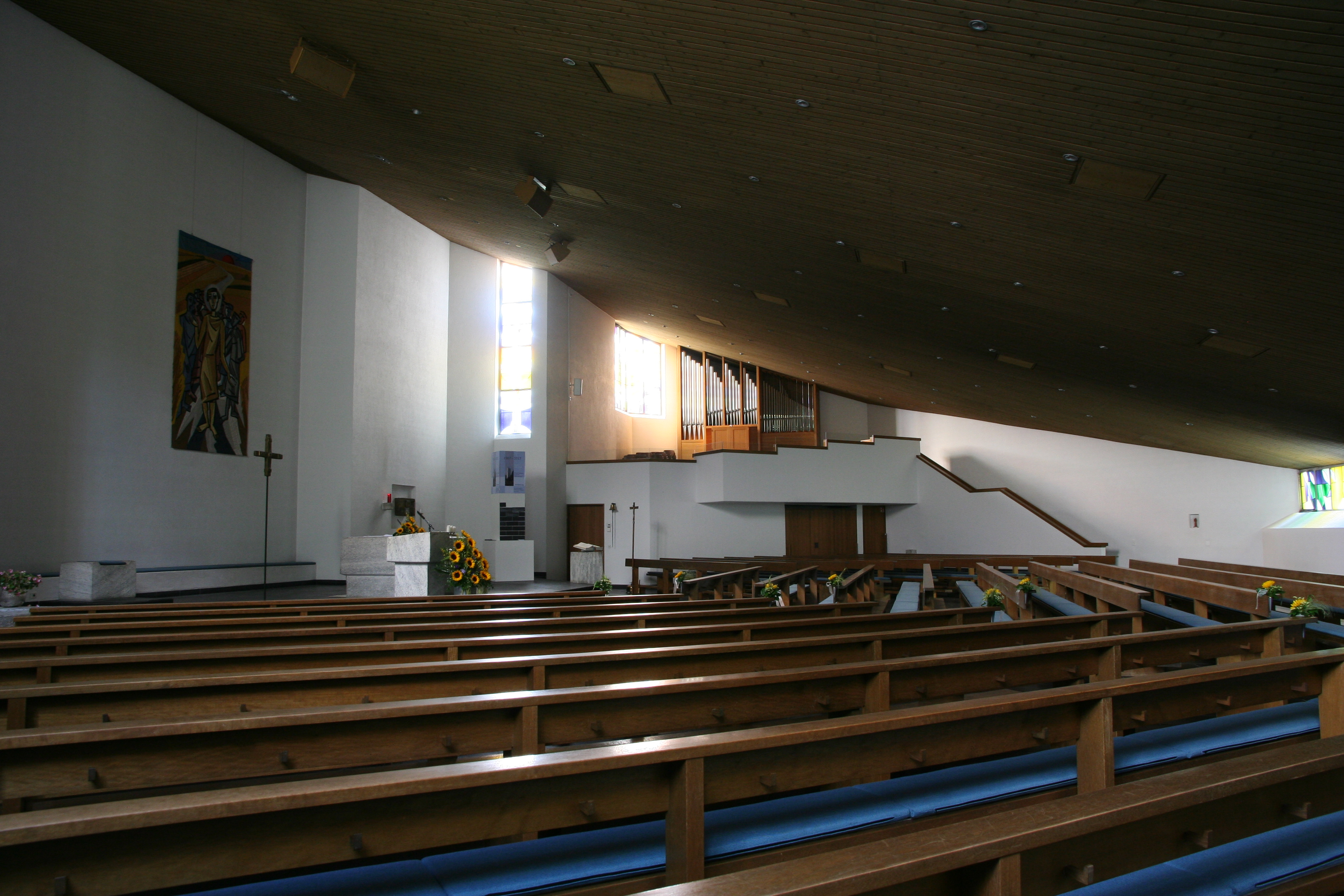
Innenansicht

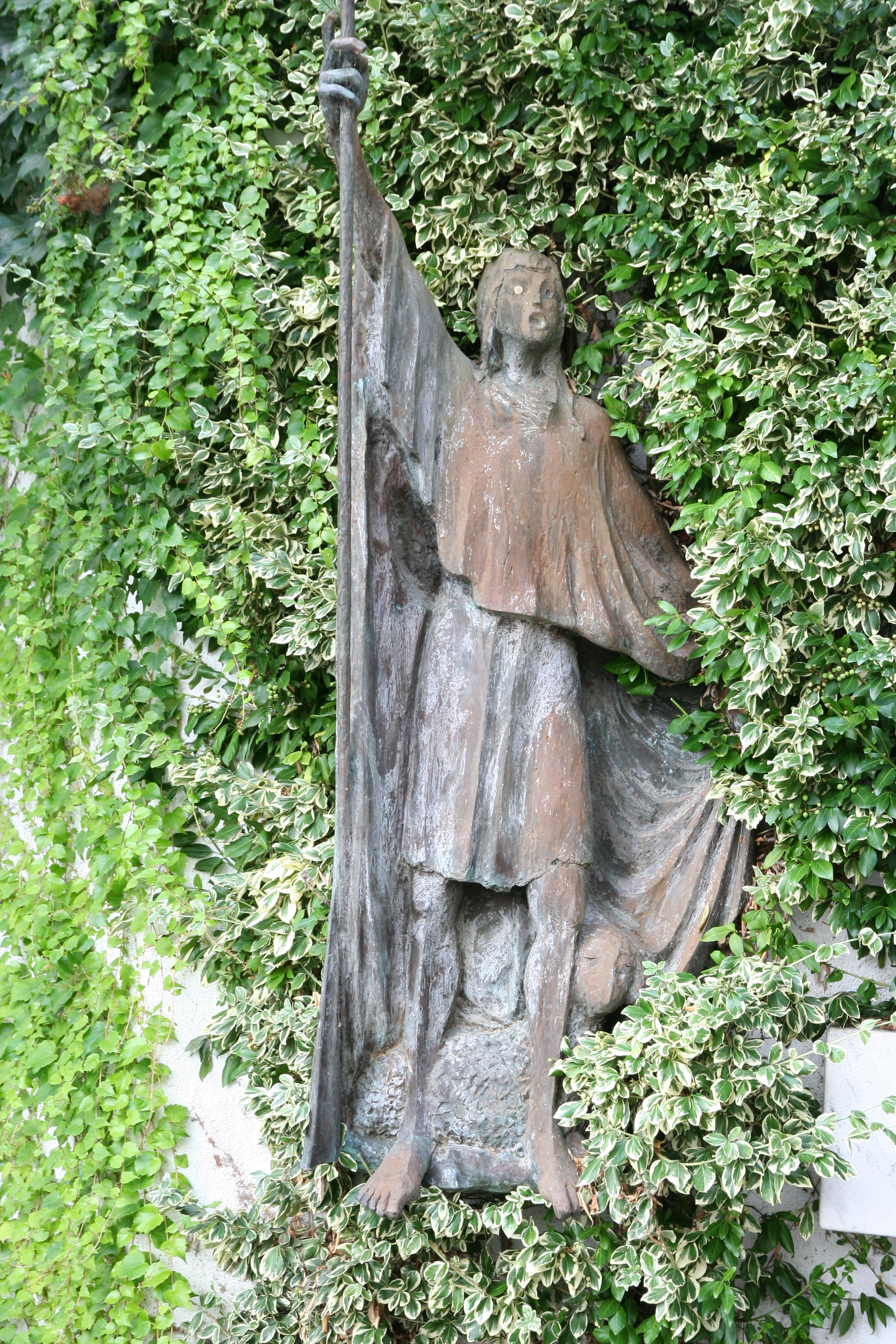
Statue des Hl. Johannes des Täufers, Aussenbereich

Die Kirche St. Joseph ist die römisch-katholische Pfarrkirche von Aedermannsdorf, einer Gemeinde im solothurnischen Dünnerntal im Bezirk Thal. Erbaut wurde die Kirche 1966–1967 nach Plänen des Architekten Walter Moser.

## Geschichte der Pfarrei
Die Region um Balsthal wurde von den Germanen im 7. und 8. Jahrhundert besiedelt. Da in der seit dem 7. Jahrhundert das Kloster Moutier-Grandval bestand, wurde die Region um Balsthal verhältnismässig früh christianisiert. Die Bevölkerung des 1308 urkundlich erstmals erwähnten Aedermannsdorf lebte über Jahrhunderte überwiegend von der Landwirtschaft. Bis zum Bau der Kirche St. Joseph gehörte Aedermannsdorf zur benachbarten Gemeinde Matzendorf. Da in Aedermannsdorf lediglich die 1691 geweihte und 1852 neu aufgebaute St. Josephskapelle stand, wünschte sich die Dorfbevölkerung den Bau einer eigenen Kirche. Am 26. April 1932 wurde der römisch-katholische Ortsverein gegründet, der zum Ziel hatte, eine eigene Pfarrei aufzubauen. Die Wirtschaftskrise und der Zweite Weltkrieg verhinderten zunächst die Umsetzung dieses Vorhabens. 1950 konnte der Verein dann einen Acker erwerben; ein zweites, geschenktes Grundstück wurde abgetauscht, sodass schliesslich genug zusammenhängendes Bauland für die heutige Kirche vorhanden war. 1962 wurde die römisch-katholische Kultusstiftung Aedermannsdorf errichtet, der in den folgenden Jahren etliche Stiftungen und Schenkungen für den Bau der Kirche gemacht wurden. Den Wunsch nach einer eigenen Pfarrei unterstützte schliesslich auch der Bischof von Basel, Franziskus von Streng, nicht zuletzt weil die Platzverhältnisse in der Pfarrkirche von Matzendorf beengt waren. So erhob der Bischof Aedermannsdorf per 21. Dezember 1962 zum Pfarrrektorat und entsandte einen Geistlichen.
Am 6. September 1963 wurde von der Dorfbevölkerung der Bau der Pfarrkirche beschlossen und eine Kirchenbaukommission gebildet. Noch im gleichen Jahr beauftragte die Kommission drei Architekten, je ein Bauprojekt auszuarbeiten. Die angefragten Architekten waren Walter Moser (Zürich), Otto Sperisen (Solothurn) und Hans Bernasconi (Solothurn). Eine Expertenkommission kürte am 19. Juni 1964 das Projekt von Walter Moser zum Sieger. Der Kultusverein beschloss dann am 21. Juni 1964, dieses Projekt zu realisieren. Aufgrund der Konjunkturdämpfungsmassnahmen des Bundes durfte erst im April 1966 mit den Bauarbeiten begonnen werden. Am 15. August 1966 erfolgte die Grundsteinlegung durch Bischof Franziskus von Streng. Am Fronleichnamsfest, dem 25. Mai 1967, wurde im Rohbau der Kirche ein erster Gottesdienst gefeiert. Am 13. August 1967 weihte Bischof von Streng das fertiggestellte Gotteshaus zu Ehren des Heiligen Josefs und erhob Aedermannsdorf zur eigenständigen Pfarrei. Heute gehört die Pfarrei zum Pastoralraum Dünnerntal, der aus den fünf Kirchgemeinden Aedermannsdorf, Herbetswil, Laupersdorf, Matzendorf sowie Welschenrohr-Gänsbrunnen gebildet wird.

## Baubeschreibung

### Äusseres und Glocken
Die Kirche wurde westlich der Hauptstrasse des Dorfes, auf leicht ansteigendem Baugrund errichtet. Einerseits kann das Gotteshaus über die Kirchstrasse direkt angefahren werden, anderseits führt ein Weg südlich über den Friedhof hinauf zur Kirche. Von diesem Weg her kann die gesamte Anlage des Gotteshauses gut überblickt werden. Der Baukörper der Kirche wurde von Walter Moser in gegenläufiger Richtung zum Berghang konzipiert, sodass die weiss gestrichene Kirche aus dem grünen Jurazug herauszuwachsen scheint. Aufgrund der etwas erhöhten Lage innerhalb des Dorfes musste der Kirchturm, der sich auf der Nordostseite der Kirche befindet, auch nicht übermässig hoch gebaut werden. Dank seiner Breite erhält er dennoch eine würdige Ausstrahlung. Auf der Höhe des Glockenstuhls sind die Zifferblätter der Turmuhr als quadratische Reliefs aus dem Betonturm herausgearbeitet, sodass von verschiedenen Richtungen her die Zeit auch von fern abgelesen werden kann. Abgeschlossen wird der Turm durch Pultdach, das in seiner Form das Dach der Kirche aufnimmt. Auf dem Turm ist ein Kreuz aufgerichtet, das auf die sakrale Bestimmung des Bauensembles verweist.
Zwischen dem Turm und der südwestlich von ihm errichteten Kirche fügt sich ein Foyer ein, wie dies Moser auch bei der 1969 geweihten Kirche St. Niklaus im zürcherischen Hombrechtikon realisiert hatte. Unter der eigentlichen Kirche ist das Pfarreizentrum eingebaut, das dank der Hanglage reichlich Tageslicht erhält. Die Dachkonstruktion der Kirche besteht aus einem schlichten Pultdach, das gegen Südosten hin ansteigt und damit dem Baukörper eine dynamische Bewegung verleiht.
Im Gegensatz zu den meisten Schweizer Kirchen, die in der 2. Hälfte des 20. Jahrhunderts ihr Geläut erhielten, besitzt die Kirche St. Joseph keine Schweizer Glocken, sondern solche, die aus Deutschland eingekauft wurden. Die in Karlsruhe ansässige Giesserei Bachert verstand es, Glocken mit Dur- statt mit den sonst üblichen Mollterzen zu giessen. Dies vermeidet tonleiterfremde Töne, sodass ein reinerer Klang entsteht. Beim Geläut von Aedermannsdorf ist das anhand der Durterzkonstruktion der e´-Glocke gut zu hören. Am 19. August 1966 wurden die Glocken in Karlsruhe gegossen, am 1. Oktober 1966 kamen die Glocken in Aedermannsdorf an und wurden am Folgetag durch den Domherrn Josef Eggenschwiler aus Solothurn geweiht.
Die fünf Glocken des Geläutes erklingen als ausgefülltes Moll-Dur-Motiv:
| Nummer | Gewicht | Ton  | Widmung        |
| ------ | ------- | ---- | -------------- |
| 1      | 1640 kg | cis1 | Dreifaltigkeit |
| 2      | 1000 kg | e1   | Hl. Josef      |
| 3      | 760 kg  | fis1 | Muttergottes   |
| 4      | 600 kg  | gis1 | Hl. Benedikt   |
| 5      | 365 kg  | h1   | Schutzengel    |

Vor dem Eingang zur Kirche befindet sich eine Bronzestatue, die den Johannes den Täufer darstellt, der mit lauter Stimme die Ankunft des Messias verkündet. Ihm zu Füssen ist ein Schaf zu sehen, das auf das Lamm Gottes (Agnus Dei) verweist. Unmittelbar links vor dem Portal ist in die Mauer der Grundstein eingelassen. Er stammt von Alfred Huber und besitzt auf seiner Schauseite ein schlichtes Kreuz sowie die römische Jahreszahl der Grundsteinlegung 1966.

### Innenraum und künstlerische Ausstattung

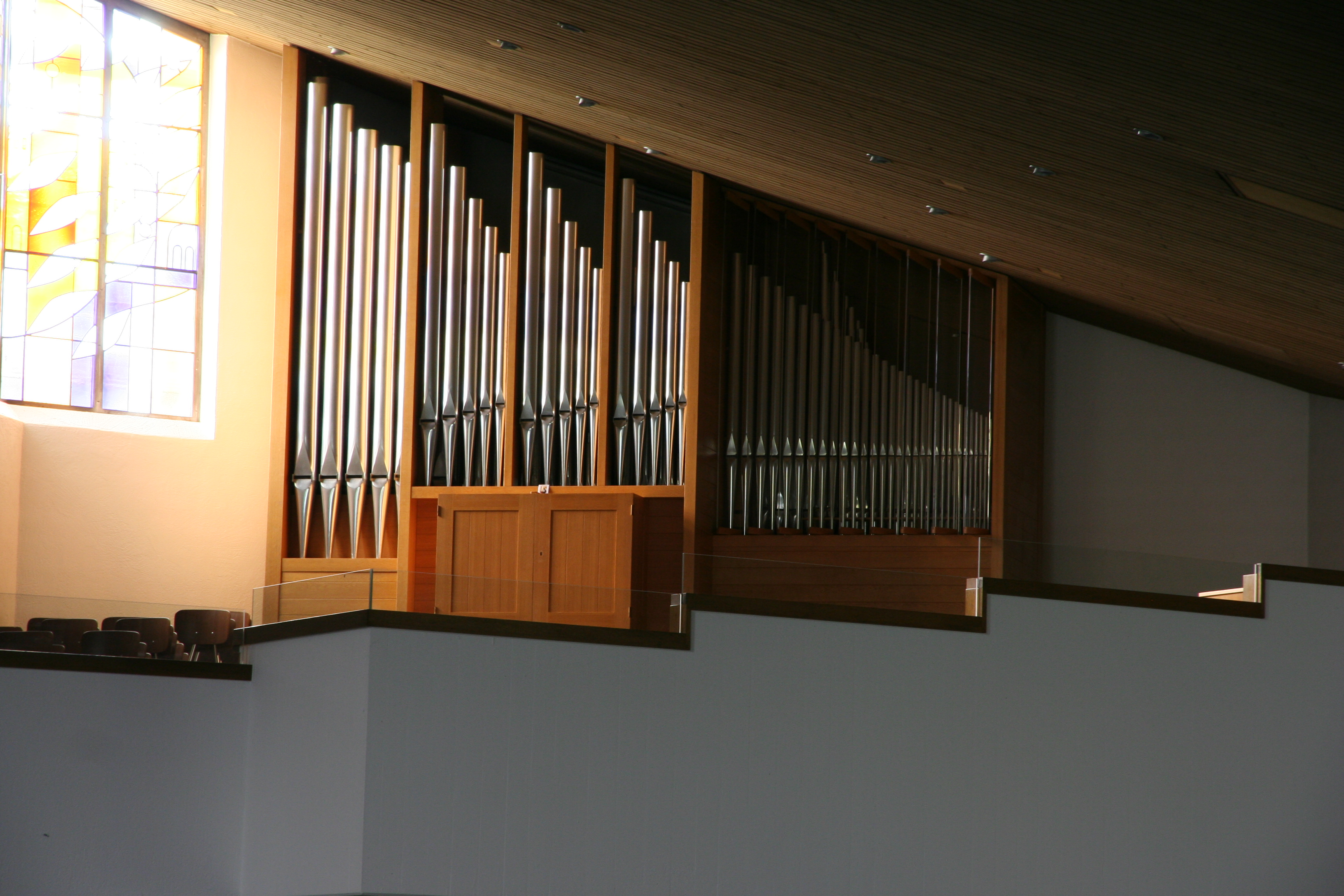
Orgel

Walter Moser konzipierte die Kirche St. Joseph als polygonalen Raum, der sich an der Form eines Querrechtecks orientiert und von einer zur Chorwand hin ansteigenden Holzdecke überhöht wird. Die Gemeinde versammelt sich auf den im Halbkreis aufgestellten Bänken zum Gottesdienst, sodass ein Gemeinschaftsgefühl entsteht. Mitten im Zentrum des Chorraums ist der Volksaltar aufgestellt, der wie die übrigen Steinmetzarbeiten der Kirche von Alfred Huber in Marmor aus dem Maggiatal (Cristallina Marmor) gefertigt wurde. Der Altar trägt auf der Frontseite zwei Symbole, die in stilisierter Form eine Hostie und einen Kelch zeigen, die auf die Eucharistie verweisen, in der Jesus Christus im geweihten Brot und Wein mitten unter der versammelten Gemeinde gegenwärtig wird.
Die liturgische Ausstattung wurde gemäss den Vorgaben der Liturgiekonstitution des Zweiten Vatikanischen Konzils konzipiert. So besitzt die Kirche keine Taufkapelle, sondern einen Taufstein, der vorne im Chorraum auf der linken Seite des Altarbereichs aufgestellt ist und auf der Schauseite einen stilisierten Fisch präsentiert, der auf Jesus Christus verweist. (Das griechische Wort Ichthys für «Fisch» besteht aus den Anfangsbuchstaben für Jesus Christus, Sohn Gottes und Heiland.) Aus heller Bronze ist das Tabernakelgehäuse geschaffen, auf dem Vortragskreuz sind die fünf Wundmale Jesu zu sehen, die Kerzenkonsolen der Apostelkerzen. sind kubisch gehalten. Der dunkle Schieferboden kontrastiert mit dem weissen Marmor der Steinmetzarbeiten und den Kunstwerken aus Bronze und trägt dazu bei, diese hervorzuheben.
Die Buntglasfenster wurden von Emil Reich in den Jahren 1970–1972 geschaffen. Über dem Kirchenportal auf der Ostseite ist das erste Glasfenster zu sehen. Es ist Abraham gewidmet und stellt Gottes Verheissung an Abraham dar. Dieser hatte Abraham versprochen, dass seine Nachkommen so zahlreich seien wie die Sterne des Himmels (Gen 22, 17). Das zweite Glasfenster stellt Jesus Christus in leuchtendem Gelb dar; neben ihm ist in dunklen Farbtönen der Heilige Josef zu sehen, der Kirchenpatron des Gotteshauses. Das dritte, an der Westseite eingebaute Fenster, thematisiert das Geheimnis der Eucharistie: Das Kreuz verweist auf den Kreuzestod von Jesus Christus (z. B. Joh 19,25); die Ähre und Traube erinnern ebenso wie die Hostie und der Kelch am Altar, dass Jesus Christus in der Messfeier mitten unter der versammelten Gemeinde gegenwärtig wird. Oben auf dem Fenster ist ein Fisch zu sehen, der wiederum wie auf dem Taufstein als Symbol für Jesus Christus auf dessen Ehrentitel Sohn Gottes und Heiland erinnert. Das danebenliegende vierte Fenster, links neben der Orgel, zeigt das himmlische Jerusalem. (Offb 21) Auf der Rückwand des Kirchenraumes ist schliesslich das fünfte, niedrig gehaltene Glasfenster eingebaut, das gelbe, blaue und grüne Scheiben in abstrakten Formen enthält.

### Orgel
Im Jahr 1973 erhielt die Kirche ihre heutige Orgel, die von der Firma Orgelbau Graf in Sursee geschaffen wurde. Das Instrument verfügt über 20 Register, die auf zwei Manuale und Pedal verteilt sind. Die Trakturen sind mechanisch, die Windladen als Schleifladen ausgeführt. Die Disposition lautet:
| I Hauptwerk C–g3 |                 |
| Quintatön        | 16′             |
| Prinzipal        | 08′             |
| Coppel           | 08′             |
| Oktave           | 04′             |
| Nachthorn        | 04′             |
| Waldflöte        | 02′             |
| Sesquialter      | 02 ⁄3′ + 1 3⁄5′ |
| Mixtur           | 01 ⁄3′          |

| II Schwellwerk C–g3 |       |
| Gedackt             | 8′    |
| Quintadena          | 8′    |
| Prinzipal           | 4′    |
| Rohrflöte           | 4′    |
| Oktave              | 2′    |
| Quinte              | 1 ⁄3′ |
| Mixtur              | 1′    |
| Schalmei            | 8′    |
| Tremulant           |       |

| Pedal C–f1 |          |
| Subbass    | 16′      |
| Dolkan     | 08′      |
| Piffaro    | 04′ + 2′ |
| Fagott     | 16′      |

- Koppeln: II/I, I/P, II/P
- Spielhilfen: Absteller für Mixtur (HW), Schalmei (SW), Fagott (Ped)